# Trümmerverwertungsgesellschaft
Die Trümmerverwertungsgesellschaft (TVG) war ein im Herbst 1945 von der Stadt Frankfurt am Main, den Baufirmen Philipp Holzmann und Wayss & Freytag und dem Industriekonzern Metallgesellschaft gegründetes gemeinnütziges Unternehmen. Die Stadt Frankfurt am Main hielt 51 Prozent der Geschäftsanteile. Die Gesellschaft begründete das in Deutschland und im Ausland vielbeachtete „Frankfurter Verfahren“. Das Unternehmen betrieb seine von dem Anlagenbauer Lurgi, einer Tochter der Metallgesellschaft, gebaute Aufbereitungs- und Verwertungsanlage für Trümmerschutt ab 1946 auf einem Gelände, das von den Straßen Ratsweg, Am Riederbruch und Riederspießstraße begrenzt wird. Auf dem Gelände unterhalb des Bornheimer Hangs war ab 1943 der Trümmerberg Monte Scherbelino entstanden.
Nach Beendigung des Wiederaufbaus stellte die Trümmerverwertungsgesellschaft 1964 den Betrieb ein und wurde aufgelöst, die Anlagen abgerissen. Heute befinden sich auf dem Gelände die Eissporthalle Frankfurt und der Festplatz am Ratsweg, unter anderem Veranstaltungsort der Frankfurter Dippemess.

## Geschäftszweck
Die Aufgabe der TVG bestand im Abbruch, der Räumung, dem Transport und der Aufbereitung des Trümmerschutts, den die Luftangriffe auf Frankfurt am Main und daraus resultierende Feuerstürme des Zweiten Weltkrieges in Frankfurt hinterlassen hatten.

## Geschichte

### Trümmerbeschlagnahme-Anordnung

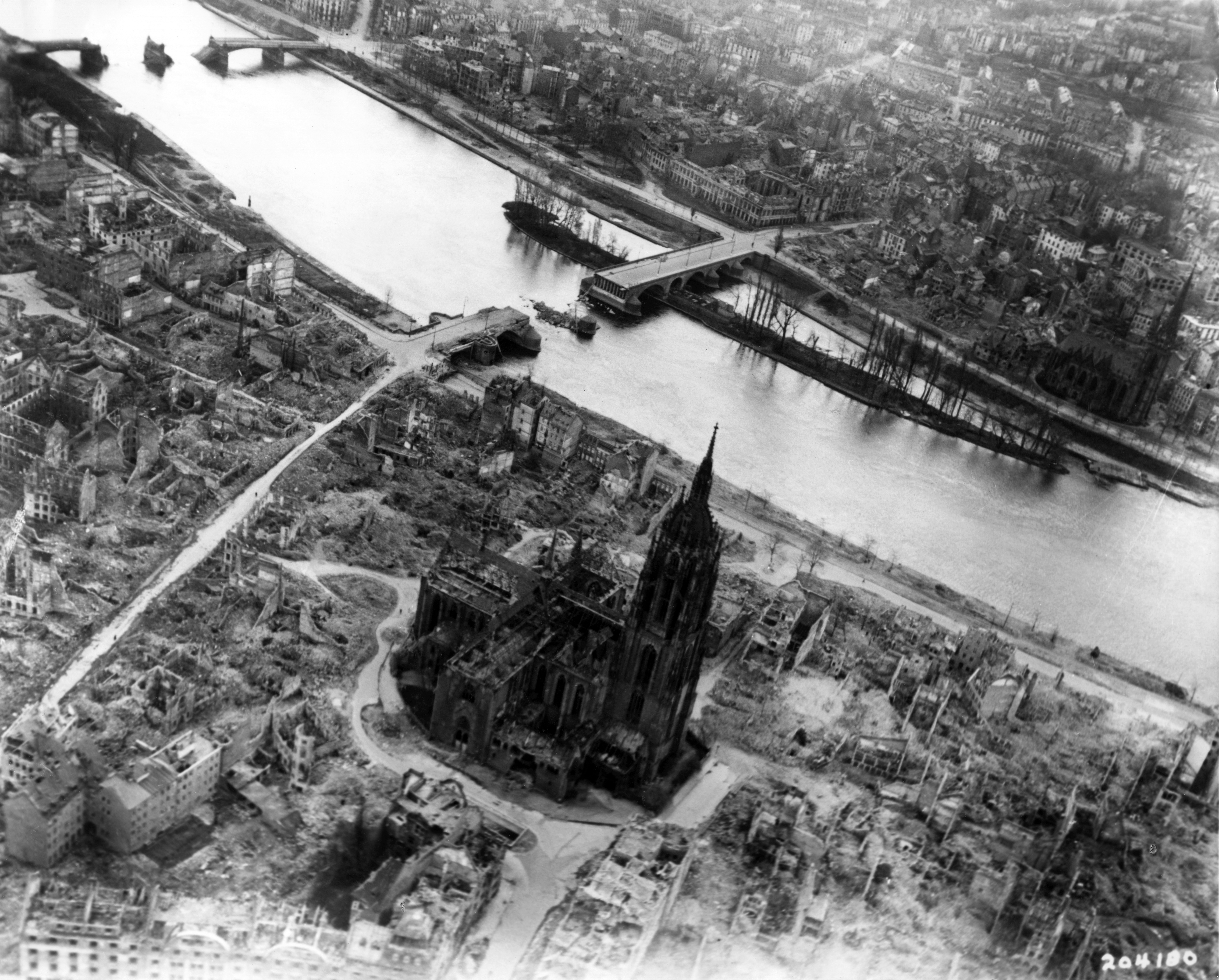
Frankfurt 1945

Nach der Gründung der Trümmerverwertung GmbH musste die Stadtverwaltung zunächst die rechtlichen Grundlagen dafür schaffen, dass das neue Unternehmen die ihm zugedachten Aufgaben in Angriff nehmen konnte und durfte. Die vom kommissarisch eingesetzten Oberbürgermeister Kurt Blaum verfügte so genannte „Trümmerbeschlagnahme-Anordnung“ vom 20. Dezember 1945 sah daher die Beschlagnahme sämtlicher angefallener Gebäudetrümmer auf dem Frankfurter Stadtgebiet vor, eine rechtlich äußerst umstrittene Maßnahme. Die Trümmer gingen mit der Beschlagnahme in den Besitz der Stadt über. Von der Beschlagnahme waren auch Gebäude betroffen, die noch standen, aber zu mehr als 70 Prozent beschädigt waren. Dies wollten viele Frankfurter Haus- und Grundstücksbesitzer nicht ohne weiteres akzeptieren.
Das Land Hessen verfügte im Rahmen seiner „Verordnung über die Behördenorganisation des Soforthilfegesetzes im Lande Hessen“ ein ganz ähnlich lautendes Gesetz (Trümmerbeseitigungsgesetz vom 4. Oktober 1949), allerdings erst vier Jahre später, nach Gründung der Bundesrepublik.

### Trümmer-Räumung
Im Jahr 1946 begann die Trümmerverwertungsgesellschaft mit der großflächigen Räumung der fast vollständig zerstörten Altstadt und Innenstadt Frankfurts. Der neu gewählte Oberbürgermeister Walter Kolb und die Mitarbeiter der Stadtverwaltung griffen eigenhändig zu Presslufthammer, Spitzhacke und Schaufel, um der Bevölkerung ein klares und positives Signal zum Neuanfang und zum Wiederaufbau zu geben. Mechanische Räumgeräte waren zu dieser Zeit so gut wie nicht vorhanden, daher musste der Schutt zunächst manuell mit der Spitzhacke zerkleinert und Schaufel um Schaufel von den Wegen und Straßen auf die Grundstücke umgeschichtet werden. Lastkraftwagen konnten erst ab dem Zeitpunkt eingesetzt werden, als die Wege, Gassen, Straßen und Plätze wenigstens teilweise freigeschaufelt waren. An den vom hochgewachsenen und sehr beleibten OB Kolb tatkräftig initiierten Aufräumarbeiten beteiligten sich freiwillig viele tausende Frankfurter Bürger. Ende 1947 waren bereits 26 Kilometer der Innenstadt-Straßen von Trümmern befreit. Die Schutthalden türmten sich nun vorübergehend an verschiedenen Plätzen der Stadt.

#### Monte Scherbelino
Insbesondere auf dem früheren Areal des von der Stadt bereits ab 16. November 1943 als Trümmerschutt-Abladefläche umgewidmeten Stadions am Riederwald der Eintracht Frankfurt am Ratsweg zu Füßen des Bornheimer Hangs und gegenüber dem Ostpark wuchs zusehends ein monumentaler Berg von Trümmern. Die Frankfurter fanden für die sich auch dort manifestierende Tragik der Kriegszerstörung schnell eine griffige und verniedlichende Bezeichnung, sie bezeichneten den Trümmerberg als Monte Scherbelino.

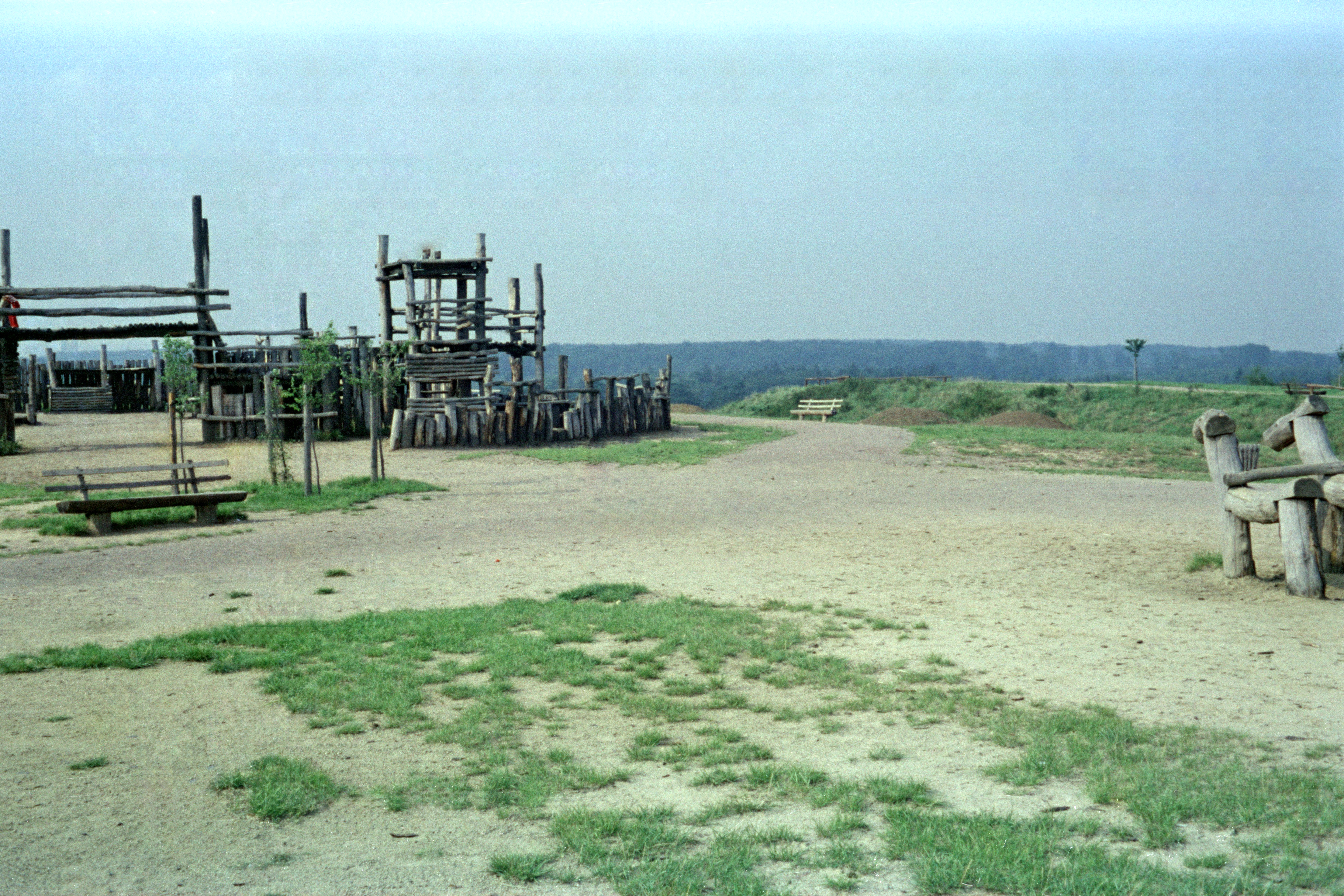
Spielplatz auf dem Monte Scherbelino im Stadtwald Ende der 1970er-Jahre

Der Begriff war nicht neu, sondern war bereits für die seit 1925 genutzte städtische Hausmülldeponie im Stadtwald zwischen Babenhäuser Landstraße und Darmstädter Landstraße verwendet worden. Seinen volkstümlichen Namen hatte er wegen des hohen Anteils von Glasscherben im Abfall erhalten. Der Monte Scherbelino im Stadtwald wurde nur in geringem Umfang als Deponie für Trümmer des Bombenkrieges genutzt. 1968 wurde die städtische Mülldeponie geschlossen und zu einem beliebten Freizeitpark umgestaltet. Seit 1989 ist er wegen zu hohen Gefährdungspotentials durch Altlasten für die Öffentlichkeit gesperrt und wird seitdem aufwendig saniert und gesichert.
Die verschiedenen Trümmerberge im Stadtgebiet wurden nach dem Freiräumen der Straßen über Jahre nach und nach abgetragen, zum Ratsweg hin, umgeschichtet durch zahllose Lastkraftwagenladungen. Der dadurch stetig weiter wachsende Monte Scherbelino am Ratsweg wurde nach einem längeren Arbeitsprozess akribisch vorsortierter Schuttsorten am Ende ebenfalls vollständig abgetragen, nachdem auf dem weitläufigen Areal zwischen Ratsweg, Am Riederbruch und Riederspießstraße die Aufbereitungs- und Verwertungsanlage für Trümmerschutt entstanden war. Die Trümmer gingen zum Teil als Zuschlagstoffe für die Fertigung von Betonziegeln und anderen Baustoffen auf. 1964 endete die Arbeit dort, 1965 verschwand auch der 72 Meter hohe Schornstein der Anlage, drei Jahre lag das Gelände danach vollkommen brach. In der Zeit zwischen 1943 und 1967 ohnehin kein Ausflugsziel der Frankfurter, geriet das Areal erst 1968 durch die erste dort abgehaltene Frankfurter Dippemess in den Fokus der Bevölkerung, ab 1981 auch durch die dort errichtete Frankfurter Eissporthalle.
Nachwachsende Generationen empfanden das weitestgehend brachliegende und eingeebnete Gelände bis heute immer ein wenig merkwürdig, liegt es doch nach wie vor in einem Grüngebiet zwischen Röderberg, Bornheimer Hang, Riederwald und Ostpark. Die zweimalige Verwendung als Festplatz der Frankfurter Dippemess schien dies jedoch zu rechtfertigen und so kamen nie Fragen nach der früheren Nutzung auf. Die Mehrfachnutzung der Bezeichnung Monte Scherbelino geriet so rasch wieder in Vergessenheit, seitens der Stadt gibt es auch keinerlei Hinweistafel auf dem Festplatz am Ratsweg, weder für den hier einst enorm angewachsenen Monte Scherbelino noch für die weltweit beachtete Aufbereitungs- und Verwertungsanlage für Trümmerschutt oder die so bedeutsame Trümmerverwertungsgesellschaft für das nach dem Krieg neu entstandene Frankfurt.

#### Frankfurter Trümmerexpress

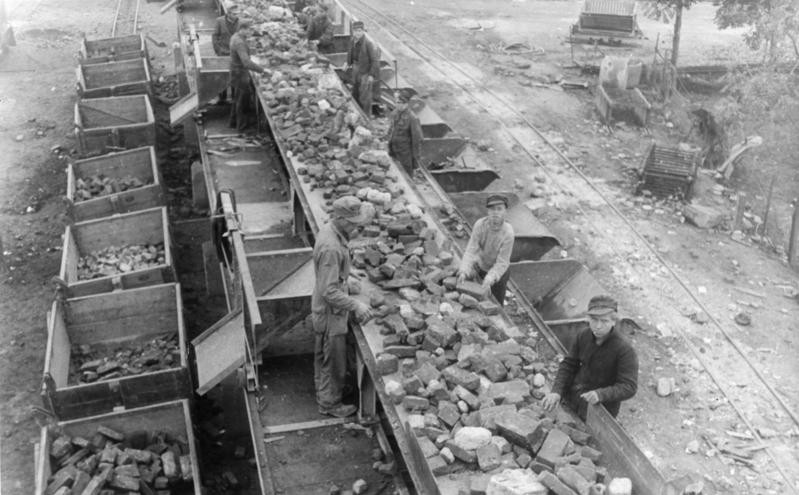
Sortieren von Trümmersteinen 1947

Vom Scheffeleck, am Rande der Innenstadt im Nordend gelegen, bis auf das Gelände des ehemaligen Stadions am Riederwald zum Ratsweg am Ostpark wurden 1946 Schienen für eine schmalspurige Feldbahn verlegt, den so genannten „Trümmerexpress“, im Volksmund „Adolf-Hitler-Gedächtnis-Express“. Dieser sollte noch im selben Jahr mit dem Abtransport der gewaltigen Mengen von Schutt beginnen. Die Dampflokomotive mit ihren Kipploren verkehrte bis 1948 zwischen Scheffeleck und Ostpark, danach wurden die Schienen wieder entfernt. Lastkraftwagen und Straßenbahnen als Zugmaschinen mehrerer Kipploren-Anhänger konnten nun die initiale Arbeit der Feldbahn fortsetzen, weil die Straßen vom Schutt befreit und wieder befahrbar waren. Auch dies war jedoch nur eine Übergangslösung, denn die wenigen vom Krieg unbeschädigten Straßenbahnen wurden dringend zur Personenbeförderung gebraucht. Schließlich konnten schwere Lastkraftwagen aus dem Bestand der US-Armee zu Muldenkippern mit hoher Ladebordwand umgebaut und bis 1954 genutzt werden.

#### Bilanz
Bis 1950 lieferte die Anlage ca. 30 Millionen Voll- und Hohlblocksteine. Dazu wurden täglich ca. 1.500 Kubikmeter Trümmerschutt für die Weiterverarbeitung sortiert und gesiebt. Weiterhin entstanden aus dem Siebmaterial täglich 850 bis 900 Kubikmeter verdichteter Beton bzw. eine durchschnittliche Jahresleistung von mehr als 200.000 Kubikmetern Ziegelsplittbeton, der von der Bauwirtschaft dank seiner Eigenschaften bevorzugt verarbeitet wurde. Durch diese Aktivitäten konnten bis zu 100.000 Wohnungen errichtet, nahezu 20.000 Tonnen Schrott geborgen und 120 Millionen Ziegelsteine produziert werden. Die gesamte Menge des abtransportierten Trümmerschutts betrug bis zum Ende der TVG etwa 10 Millionen Kubikmeter.

### Trümmer-Verwertung

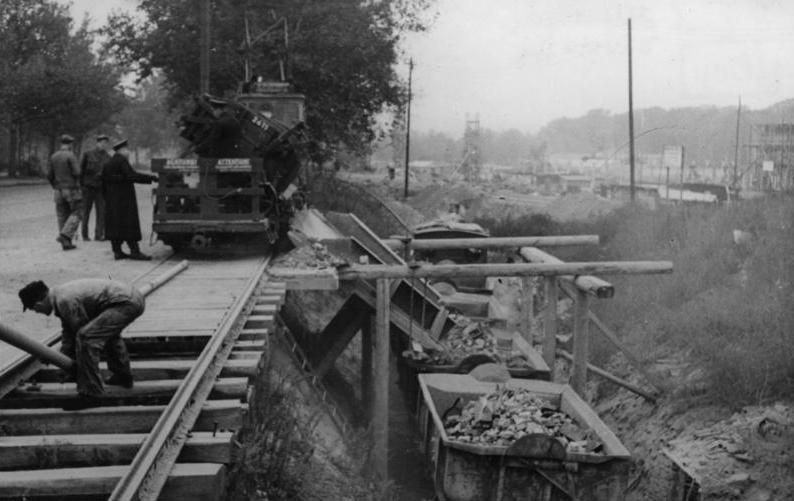
Bahntransport zur TVG

Die Verwertung der Trümmer begann sofort nach der Räumung in zunächst provisorisch eingerichteten Fertigungsanlagen. Bis zum Herbst 1947 wurden bereits rund 300.000 Vollsteine und 400.000 Dachziegel hergestellt.
Auf dem Areal des von der Stadt bereits ab 16. November 1943 als Trümmerschutt-Abladefläche umgewidmeten ehemaligen Stadions am Riederwald der Eintracht Frankfurt entstand 1949 Deutschlands größte Aufbereitungs- und Verwertungsanlage für Trümmerschutt inklusive einer Betonanlage für die Herstellung neuen Baumaterials. Sie wurde von Lurgi projektiert. Aus Trümmern entstanden hier unter anderem neue Mauersteine, Dachziegel und Wandplatten für den Bau neuer Gebäude. Die neu gefertigten Baustoffe wurden in Zusammenarbeit mit dem Hessischen Innenministerium von der Frankfurter Bauaufsichtsbehörde geprüft und gefördert.
Aus der provisorischen Brech- und Siebanlage, die den Trümmerschutt seit 1947 in Zuschlagstoffe für die Betonanlage verwandelte, entstand der weltweit größte Aufbereitungsbetrieb dieser Art, der viele Fachbesucher aus aller Welt nach Frankfurt führte. Für eine Verwertung des Feinschutts wurde eine Sinteranlage errichtet, die der Methodik der Hüttenindustrie folgend einen von sämtlichen unerwünschten Beimischungen freien Betonzuschlagstoff herstellte.1.500 Kubikmeter Trümmerschutt wurden täglich verarbeitet. Daraus entstanden täglich 850 bis 900 Kubikmeter verdichteter Beton bzw. eine durchschnittliche Jahresleistung von mehr als 200.000 Kubikmetern Ziegelsplittbeton, der von der Bauwirtschaft dank seiner Eigenschaften gern verarbeitet wurde und als Voll-, Hohlblock- und Deckensteine zur Auslieferung kam.
Schon im Zeitraum vor der Vollauslastung der neuen Anlage im Jahr 1950 wurden bereits 30 Millionen Voll- und Hohlblocksteine für das neue Frankfurt hergestellt. Nach der Vollauslastung betrug die Jahresleistung zunächst 20 Millionen Vollsteine und fast 1,6 Millionen Hohlblocksteine, vier Jahre später war die Jahresleistung auf 23 Millionen Vollsteine, 6,6 Millionen Hohlblocksteine und etwa 300.000 Quadratmeter Deckensteine angewachsen. Sie arbeitete im Zwei-Schicht-Betrieb und beschäftigte Anfang Juli 1955 638 Mitarbeiter. Der TVG ermöglichte sie den Wiederaufbau von rund 100.000 Wohnungen und Geschäftshäusern.

### Frankfurter Verfahren
Das so apostrophierte Frankfurter Verfahren war die Zusammenführung der Aufgaben Trümmerräumung, Trümmersortierung, Trümmeraufbereitung und Trümmerverwertung in einem einzigen gemeinnützigen Unternehmen, das die Kernkompetenzen mehrerer privatwirtschaftlicher Unternehmen und der Stadtverwaltung Frankfurts bündelte. Es war bis dahin in dieser Form einzigartig und wurde daher national und international stark beachtet.

## Auflösung
Gemäß Beschluss der städtischen Körperschaften vom 29. April 1963 stellte die Trümmerverwertungsgesellschaft erst im Jahr 1964 ihre Arbeit ein und wurde aufgelöst. Sie hatte aufgrund ihres hohen Arbeitsvolumens in hohem Maß dazu beigetragen, dass die Stadt Frankfurt am Main innerhalb verhältnismäßig kurzer Zeit wesentliche Wiederaufbauleistungen erbringen konnte. Sie war damit beispielgebend für andere deutsche Städte, wirkte aber auch international als Vorbild. Letzter Direktor der Gesellschaft war Christian Weiß. Ab 1964 wurde die Anlage abgerissen, die Sprengung des 72 Meter hohen Schornsteins erfolgte 1965.

## Film
- Bilder von Trümmerbeseitigung und Wiederaufbau ,  Trümmerverwertungsgesellschaft ,  Hohlblocksteine aus Trümmerschutt, in: Sieh Dich um! Hessen baut auf. (Memento vom 8. August 2009 im Internet Archive) 1950, 16-mm-Film, s/w, Medienzentren Hessen